# Théâtre Garonne
Le théâtre Garonne est un théâtre situé au 1, avenue du Château-d'eau dans le quartier Saint-Cyprien (Toulouse). Accueillant des artistes du spectacle vivant, notamment du théâtre et de la danse, plus rarement de la musique, ce lieu programme majoritairement des créations contemporaines d'auteurs ou de collectifs contemporains.

## Compagnies associées
Le collectif flamand tg STAN et la compagnie La vie brève sont associées dans la durée au théâtre,.

## Description
Il a été créé en 1988 par Michel Mathieu et Jacky Ohayon. Il est  installé dans une ancienne station de pompage des eaux de la Garonne construite entre 1863 et 1867 et dispose de quatre bâtiments de brique rose. C'est un lieu industriel devenu lieu culturel. Ce théâtre a été entièrement rénové en 2006.
Le lieu comporte 3 salles de spectacle : 
1. Le théâtre, qui peut accueillir 255 spectateurs[6].
2. L'atelier n°1, pouvant en accueillir 224.
3. Et l'atelier n°2, d'une jauge limitée à une centaine de places.

Au printemps 2024, à la suite d'une polémique départ à la retraite de Jacky Ohayon et d'une période de direction intérimaire, Aurélien Bory prend finalement la tête du théâtre.

## Source principale
- Petit Futé Toulouse, Jean-Paul Labourdette, Dominique Auzias  (ISBN 9782746927483)